# Holly Woodlawn
Holly Woodlawn (Juana Díaz, 26 de octubre de 1946 — Los Ángeles, 6 de diciembre de [2015), fue una actriz, cantante y artista transgénero puertorriqueña que hizo su carrera en Estados Unidos.

## Biografía
Nació en Juana Díaz, Puerto Rico y se crio en Miami. Era hija de la puertorriqueña Aminta Rodríguez y del soldado estadounidense Joseph Ajzenberg.
Se mudó de Miami a la ciudad de Nueva York donde se transformó en una de las drag queens más reconocidas de finales de los años 1980.
Fue una actriz transgénero famosa por Andy Warhol y Paul Morrissey, con sus cintas Trash y Women in revolt, de la década de 1970. Tenía 23 años cuando filmó Trash y se convirtió en musa de Andy Warhol. Después del tiempo Woodlawn, se dedicó a realizar espectáculos de cabaret con entradas agotadas en Nueva York y Los Ángeles, desde el año 2000.
Cooescribió su autobiografía "Un Lowlife en High Heels" en 1991; y en la portada del libro se puede ver una fotografía suya en blanco y negro. 
La canción Walk on the Wild Side, del artista Lou Reed, se inspiró en Woodlawn "Holly vino de Miami, Florida; atravesó todo Estados Unidos en autostop..."  ("Holly came from Miami, Fla hitchhiked her way across the USA...") como cuenta en su autobiografía.
Falleció de cáncer el 6 de diciembre de 2015 a los 69 años, en Los Ángeles.

## Filmografía
Filmografía de Holly Woodlawn:
- 1970, Trash...Holly
- 1971,  Bad Marien's Last Year
- 1971, Women in Revolt ...Holly
- 1972, Scarecrow in a Garden of Cucumbers
- 1973, Broken Goddess
- 1978, Take Off
- 1993, Night Owl
- 1995,  The Matinee Idol
- 1995, Scathed
- 1996, Phantom Pain
- 1996, Bubblegum
- 1998, Billy's Hollywood Screen Kiss
- 1998,  Beverly Hills Hustlers (video)
- 1999, Twin Falls Idaho
- 2003, Milwaukee, Minnesota
- 2007, Alibi
- 2009, Heaven Wants Out
- 2011, The Ghosts of Los Angeles
- 2011,  The Lie
- 2012, Dust
- 2012, She Gone Rogue
- 2012, East of the Tar Pits
- 2014, Transparent serie de televisión

## Libros
- 1991, "A Low Life in High Heels" coescribió su autobiografía (ISBN 978-0060975128)[6]

"...Holly vino de Miami, Florida; atravesó todo Estados Unidos en autostop,
 se depiló las cejas en el camino, se depiló las piernas entonces y ahí fue cuando él fue ella, 
ella dijo: «hey bebé, toma un paseo por el lado salvaje»"...
 Canción "Walk on the Wild Side" de Lou Reed en 1972.